# Temnothorax terrigena
Temnothorax terrigena is een mierensoort uit de onderfamilie van de Myrmicinae. De wetenschappelijke naam van de soort is voor het eerst geldig gepubliceerd in 1903 door William Morton Wheeler.